# Roodnekspecht
De roodnekspecht (Campephilus rubricollis) is een vogel uit de familie Picidae (Spechten).

## Verspreiding en leefgebied
Deze soort komt voor in Zuid-Amerika en telt drie ondersoorten:
- C. r. rubricollis: van oostelijk Colombia en oostelijk Ecuador door zuidelijk Venezuela, de Guiana's en noordelijk Brazilië.
- C. r. trachelopyrus: oostelijk Peru, noordelijk Bolivia en westelijk Brazilië.
- C. r. olallae: van centraal en zuidwestelijk Brazilië tot centraal Bolivia.

## Status
De grootte van de populatie is niet gekwantificeerd maar de soort wordt omschreven als tamelijk algemeen. Op de Rode lijst van de IUCN heeft deze soort de status niet bedreigd.